# Picchiata
La picchiata è la manovra opposta alla cabrata e consente al velivolo di scendere di quota.
Si esegue spingendo la barra di comando o il volantino.
Il comando agisce sui piani di coda orizzontali del velivolo imprimendo una rotazione che fa abbassare il muso dell'aereo.
Durante la picchiata si genera un'accelerazione negativa tanto maggiore quanto è più stretto il raggio di picchiata e maggiore la velocità del velivolo.
Il termine picchiata viene spesso inteso in termini acrobatici e in riferimento a manovre militari.

## Aspetti storici militari
Durante la seconda guerra mondiale, questa manovra di volo fu utilizzata molto per consentire all’aereo di sganciare l’ordigno in prossimità dell’obbiettivo: nasce così il bombardamento in picchiata. Dato la caduta, quasi a corpo morto, questa manovra venne definito anche “tuffo”. L'aeromobile emblema, a livello mondiale, di questa tecnica fu senz’altro lo Stuka, con i leggendari piloti: Hans-Ulrich Rudel e Giuseppe Cenni.